# František Barát
František Barát (* 25. července 1950) je bývalý český fotbalista, záložník a fotbalový trenér.

## Fotbalová kariéra
Na vojně hrál za VTJ Žatec. V československé lize hrál za Bohemians Praha a Škodu Plzeň. V československé lize dal 4 góly. V Poháru UEFA nastoupil v 1 utkání. Do Bohemians přišel z Ústí nad Labem.

## Ligová bilance
| Ročník                                   | Zápasy | Góly | Klub            |
| ---------------------------------------- | ------ | ---- | --------------- |
| 1. československá fotbalová liga 1974/75 | 9      | 0    | Bohemians Praha |
| 1. československá fotbalová liga 1975/76 | 13     | 1    | Bohemians Praha |
| 1. československá fotbalová liga 1977/78 | -      | 1    | Škoda Plzeň     |
| 1. československá fotbalová liga 1978/79 | 27     | 1    | Škoda Plzeň     |
| 1. československá fotbalová liga 1979/80 | -      | 1    | Škoda Plzeň     |
| CELKEM                                   | -      | 4    |                 |

## Trenérská kariéra
- FC Portal Příbram - Česká fotbalová liga 1993/94
- Bohemians Praha - 1. česká fotbalová liga 1994/95
- 1. FK Příbram - Gambrinus liga 2006/07
- 1. FK Příbram - Gambrinus liga 2007/08
- FK Bohemians Praha - 2. česká fotbalová liga 2011/12